# Tuintroepiaal
De tuintroepiaal (Icterus spurius) is een zangvogel uit de familie Icteridae (troepialen).

## Verspreiding en leefgebied
Deze soort komt voor van zuidoostelijk Canada tot centraal Mexico en telt twee ondersoorten:
- Icterus spurius spurius: zuidelijk Canada en de centrale en oostelijke Verenigde Staten.
- Icterus spurius fuertesi - Okerbuiktroepiaal: Oost-Mexico.